# 家畜運搬車

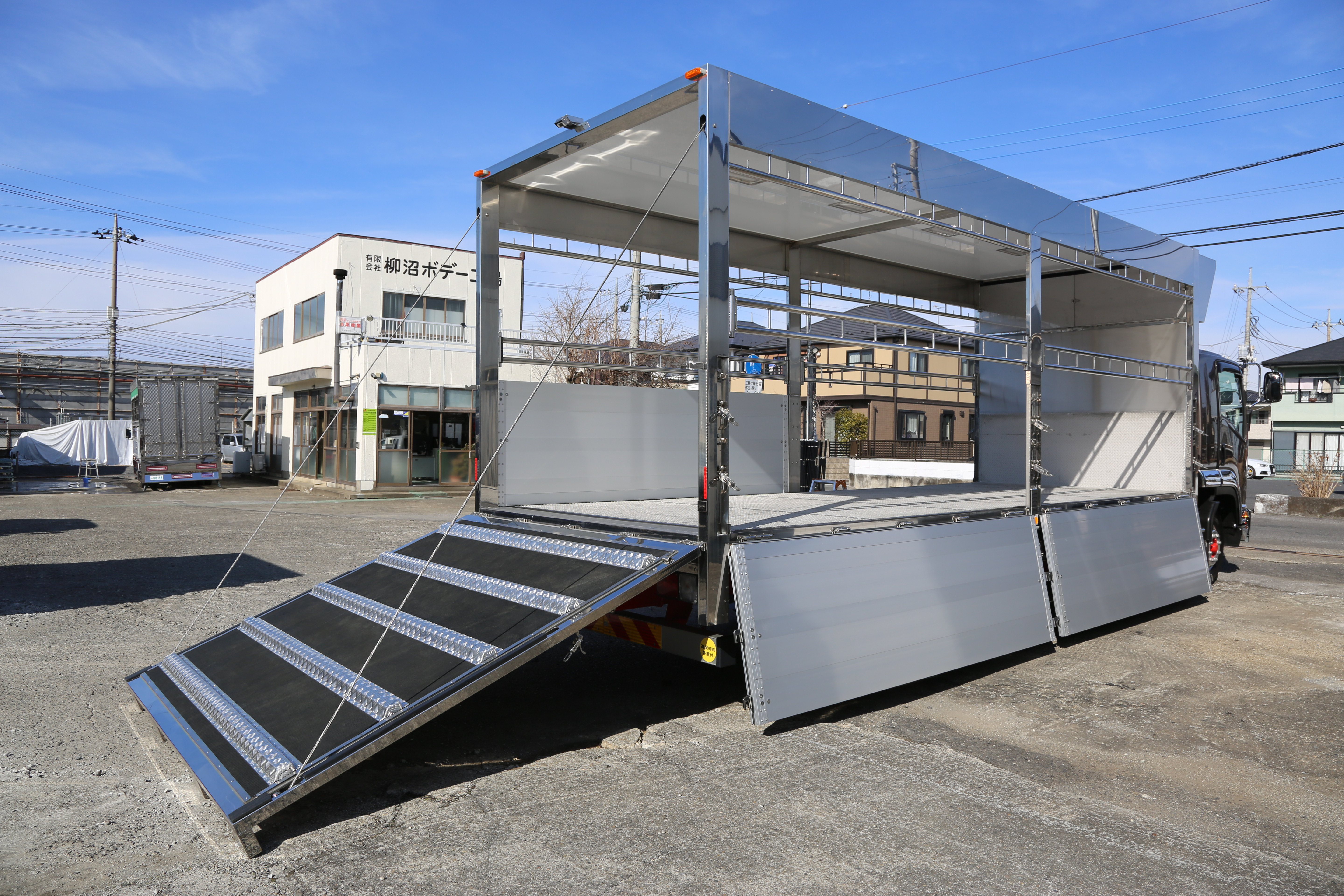
柳沼ボデー工場製造の家畜運搬車

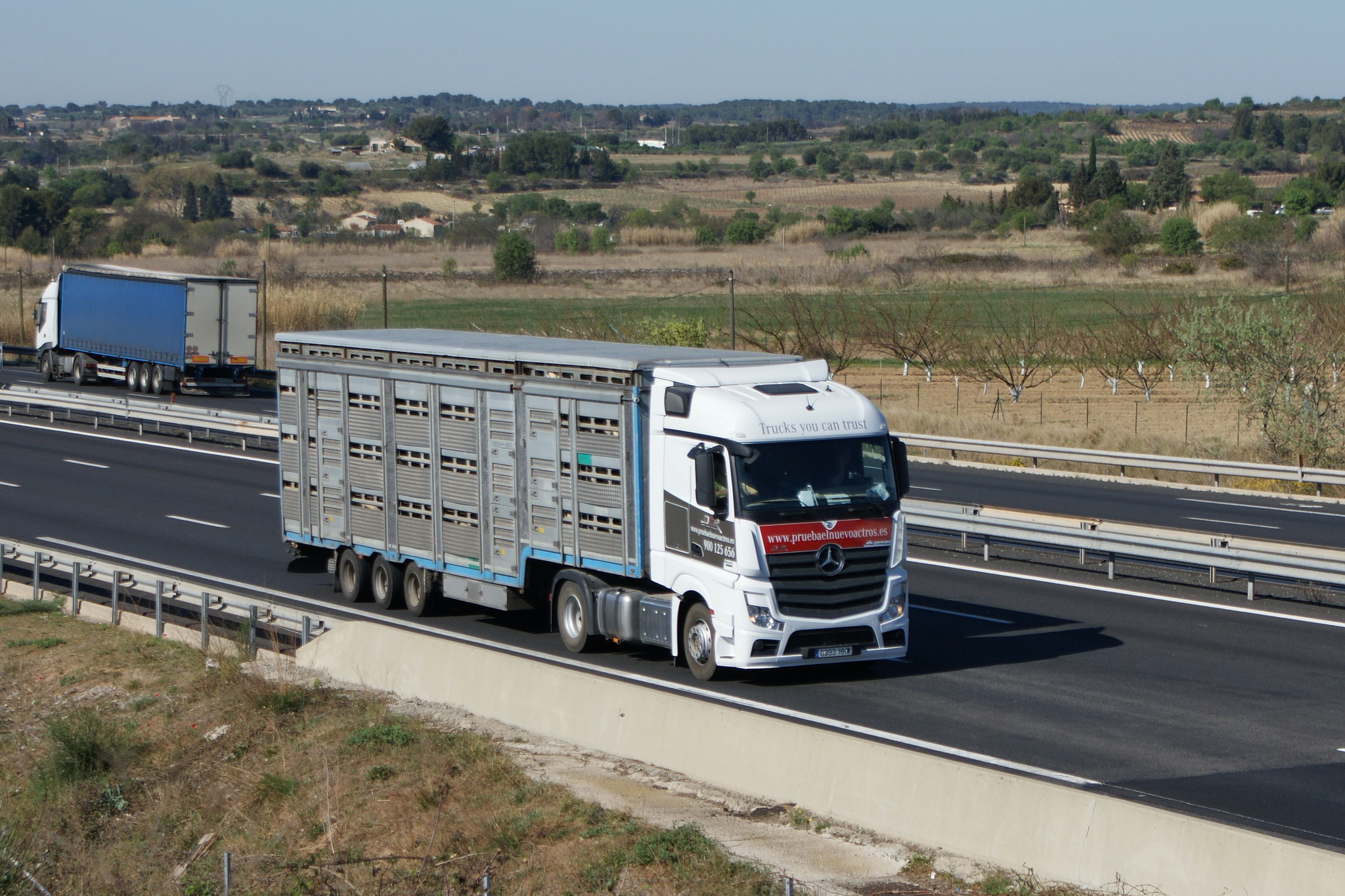
メルセデス・ベンツ・アクトロスの家畜運搬車

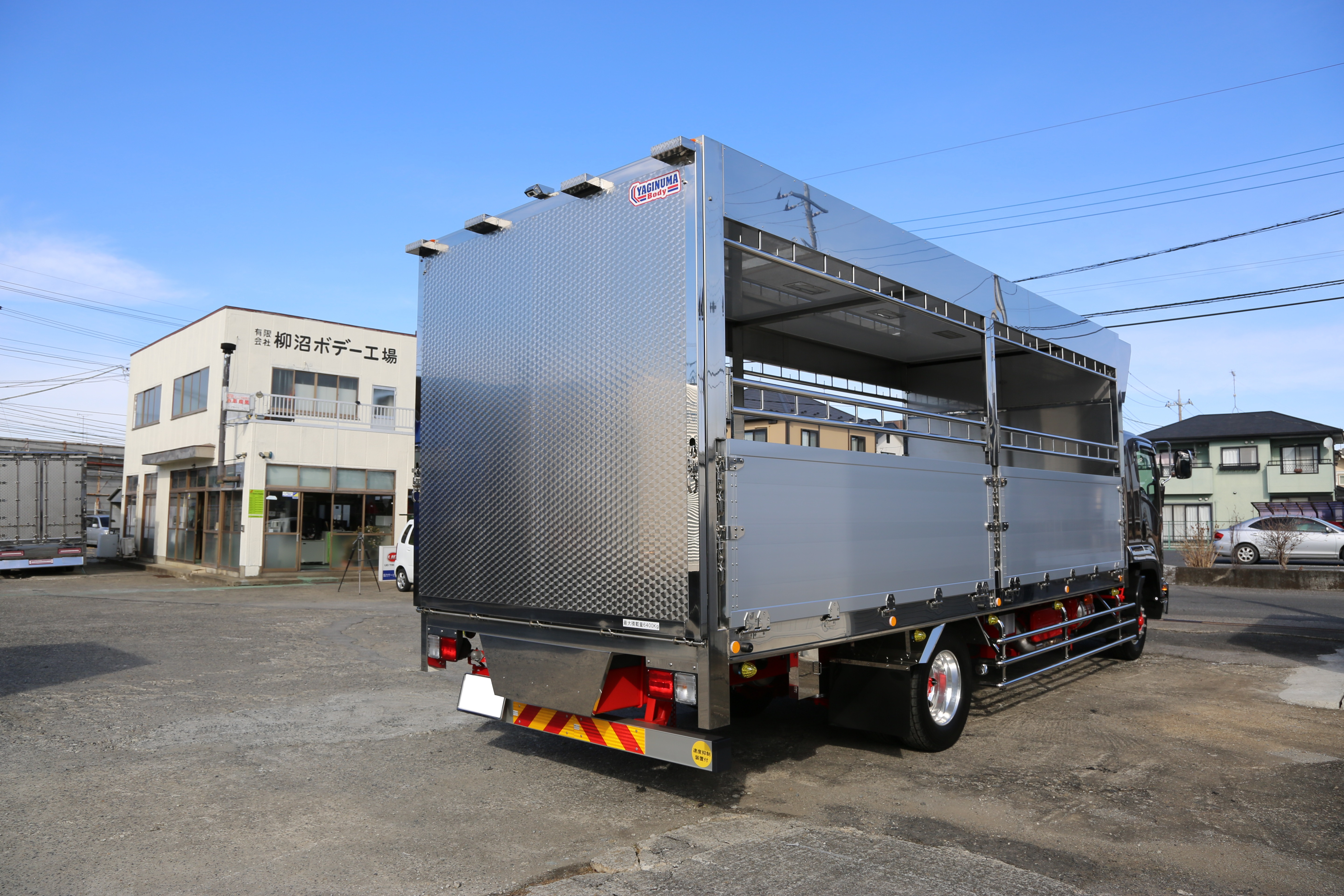
柳沼ボデー工場製造の家畜運搬車

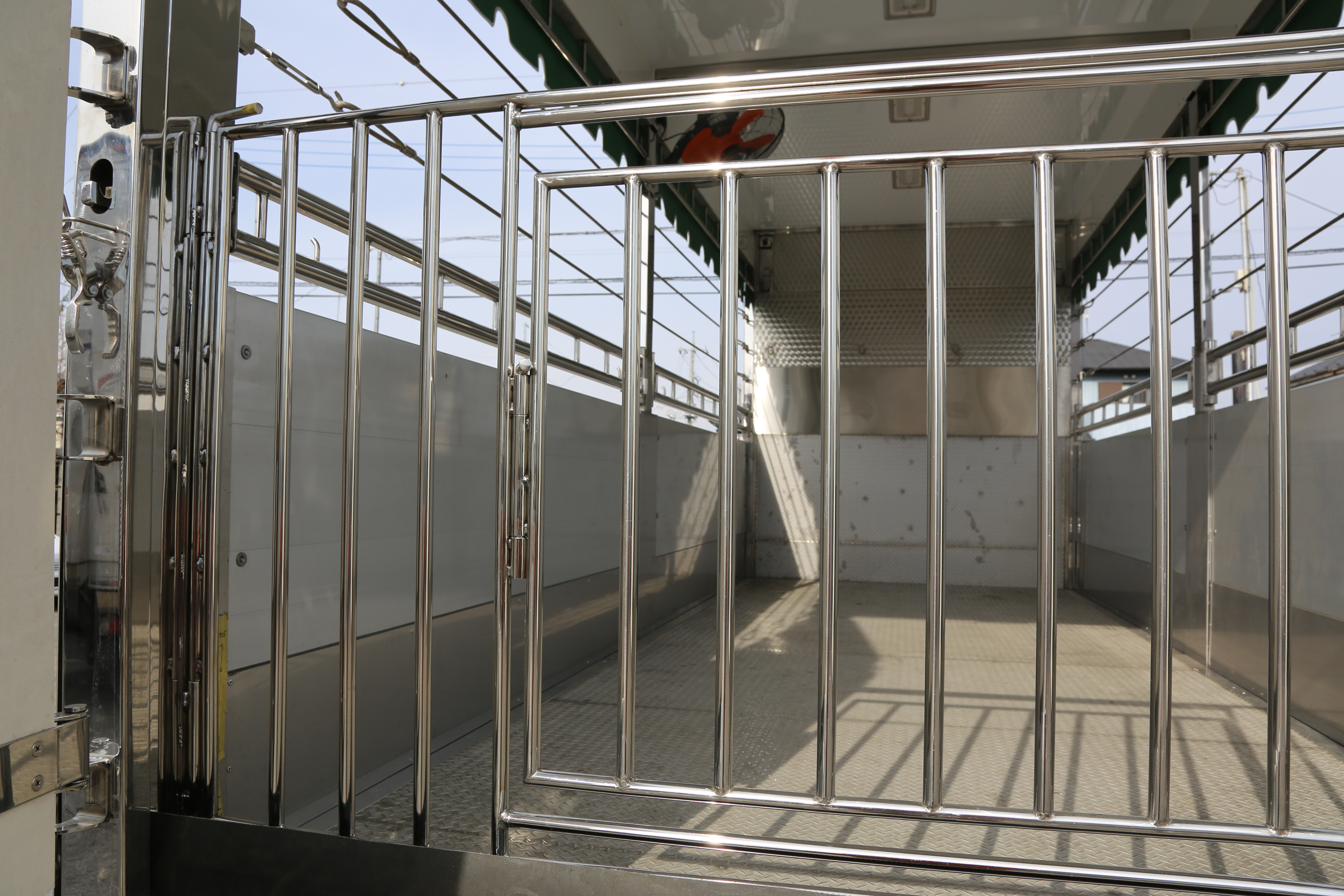
柳沼ボデー工場家畜運搬車柵

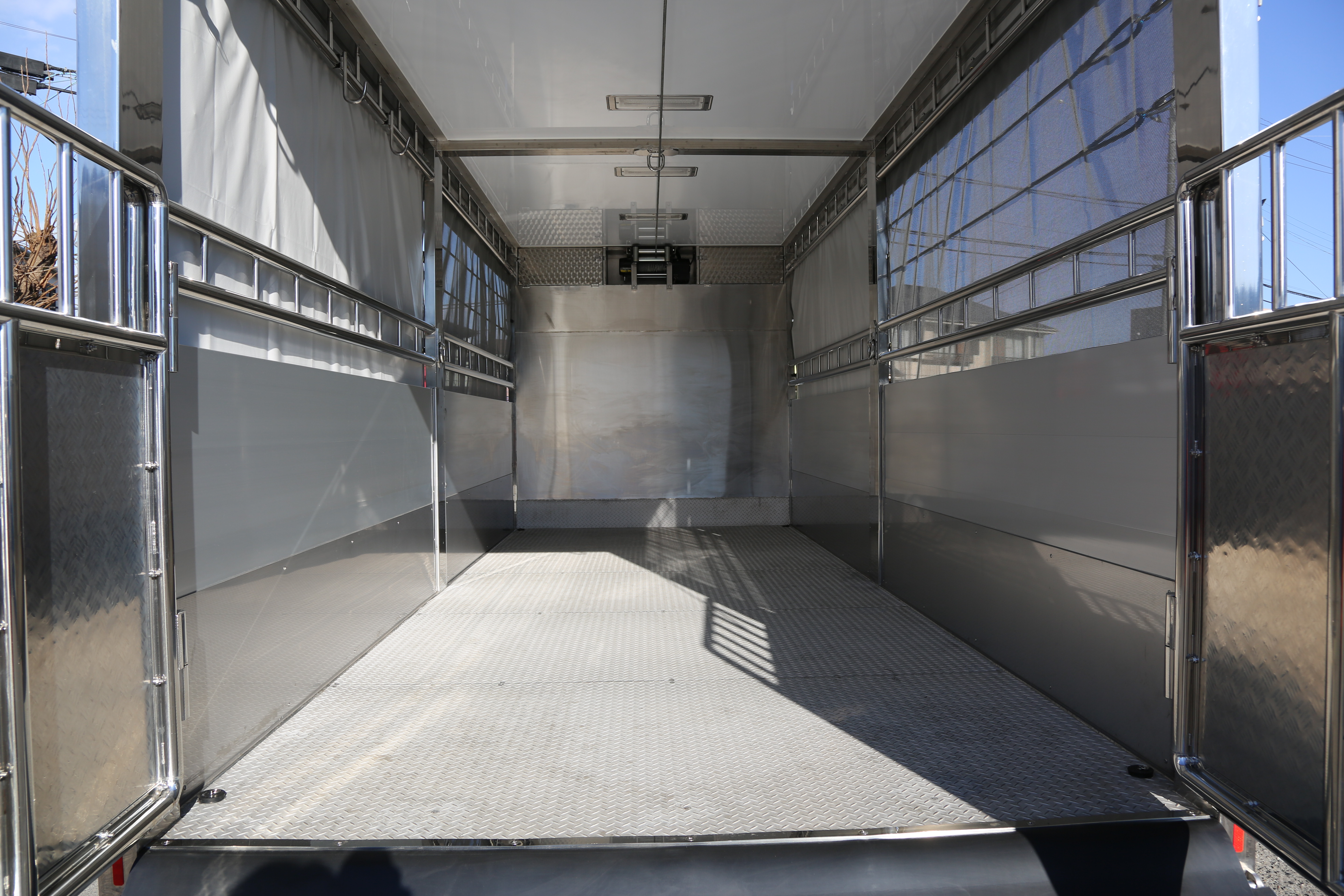
家畜運搬車の室内の写真です。

家畜運搬車（かちくうんぱんしゃ、英:Livestock carrier）は、貨物自動車の荷台形状のひとつ。荷台に牛、馬、豚、羊、鳥などの家畜を乗せて搬送するトラック。トラックの後方から家畜を乗せることができる。主に家畜を輸送するので、家畜運搬車と称される。家畜車と呼ばれることもある。

## 構造
貨物自動車の荷台部分に牛や豚などの家畜を乗せ運搬することができる車両。
後方に電動ウインチで開閉できるリヤゲートがあり、後方を開放した状態で家畜をスロープを使い乗せることのタイプや、ボディ内部の構造が2段構造になっているタイプもある。2段構造の物は小型の家畜を大量に輸送する事が出きる。
一般的な家畜運搬車は、サイド部分が欄干状の作りになっており、欄干に家畜を固定したりする。外気が入るため、家畜の呼吸に支障がないように製造されている。平ボディやバンをベースにして製造されているものもある。
家畜運搬車は、家畜を安全に運搬できるよう、以下のような特別な構造を備えています。
- ステンレス製やアルミ製のボディ
  - 耐久性があり、腐食しにくい素材を使用。
  - 衛生管理が容易で、汚れや細菌の繁殖を防ぎやすい。
- 開閉可能なリヤゲート・スロープ
  - 家畜がスムーズに乗降できるよう、油圧式や手動のスロープを搭載。
  - 家畜のサイズや種類に応じた調整機能を持つ。
- 換気システムの搭載
  - 家畜が長距離輸送中に窒息しないよう、十分な換気機能を確保。
  - 自然換気タイプや電動ファンによる強制換気タイプがある。
- 断熱材や防寒シートの使用
  - 高温・低温の環境下でも家畜に適切な温度管理を行う。
  - 夏季には遮熱機能を持つ屋根を採用し、冬季には防寒対策が施される。
- 防滑仕様の床材
  - 家畜が滑らず安全に移動できるよう、滑り止め加工が施されている。
  - 排泄物が床に溜まらないように排水機能を設けているものもある。
- 家畜固定用の仕切り柵（中柵）
  - 運搬中の家畜の転倒や衝突を防ぐため、仕切り柵を設置。
  - 柵の位置を調整可能なモデルもあり、多様な家畜に対応できる。

## 家畜運搬車の種類
貨物自動車の荷台部分に牛や豚などの家畜を乗せ運搬することができる車両。
後方に電動ウインチで開閉できるリヤゲートがあり、後方を開放した状態で家畜をスロープを使い乗せることのタイプや、ボディ内部の構造が2段構造になっているタイプもある。2段構造の物は小型の家畜を大量に輸送する事が出きる。
一般的な家畜運搬車は、サイド部分が欄干状の作りになっており、欄干に家畜を固定したりする。外気が入るため、家畜の呼吸に支障がないように製造されている。平ボディやバンをベースにして製造されているものもある。

### 1. 小型家畜運搬車
- 軽トラックや小型トラックをベースにした家畜運搬車。
- 短距離の輸送や、少数の家畜を運ぶ用途に適している。
- 一般的に屋根付きやオープンタイプの荷台がある。

### 2. 中型家畜運搬車
- 2t～4tクラスのトラックをベースにした家畜運搬車。
- 地域内の農場間輸送や市場・食肉処理場への搬送に活用される。
- 家畜の種類に応じて仕切りを設けることが可能。

### 3. 大型家畜運搬車
- 10tトラックやトレーラータイプの家畜運搬車。
- 長距離輸送や、大規模な家畜搬送に適している。
- 2階建てや多層式の荷台を備え、大量輸送に対応。

### 4. トレーラータイプの家畜運搬車
- 牽引式トレーラーの荷台部分を家畜輸送用に改造したもの。
- 海外の大型牧場や、長距離輸送向けの仕様が多い。
- 収容能力が高く、輸送効率が良い。

## 家畜運搬車の用途
家畜運搬車は、畜産業の物流を支える重要な役割を果たしており、以下のような場面で使用されます。

### 1. 牧場から市場・競り場への輸送
- 牧場で育った家畜を市場や競り場へ運ぶ際に使用される。
- 家畜がストレスを受けにくい環境を提供することが重要。

### 2. 畜産農場間の移動
- 畜産業者が家畜を別の牧場や飼育施設へ移動させる際に活用される。
- 特定の地域で育てた家畜を異なる環境へ移動させることもある。

### 3. 食肉処理場への輸送
- 出荷された家畜を食肉処理場へ輸送する際に使用される。
- 法規制や衛生管理の観点から、定期的な消毒や清掃が必要。

### 4. 展示会や競技イベントでの輸送
- 競走馬や展示用の家畜をイベント会場まで運搬する。
- 特に馬の輸送には専用の馬運車が用いられる。

## 家畜運搬車の法規制と安全対策
家畜運搬車を運用するには、法律や規制に従う必要があります。

### 1.道路交通法および車両基準
- 家畜運搬車は一般の貨物車として扱われるため、車両総重量や積載量の基準を満たす必要がある。

### 2.動物愛護法
- 家畜輸送時の動物福祉に関するガイドラインに従い、過密な積載や過度なストレスを与えないよう配慮する。

### 3. 消毒・衛生管理
- 運搬車両は定期的な消毒が義務付けられている場合があり、特に家畜伝染病予防のための対応が求められる。

## 玩具（おもちゃ）
タカラトミーよりロングタイプトミカ No.39 スズキキャリー家畜運搬車としてミニカーが販売されている。
タカラトミーよりロングタイプトミカ No.139 家畜運搬車としてミニカーが販売されている。
タカラトミーよりトミカリミテッドヴィンテージ LV-72b 家畜運搬車としてミニカーが販売されている。

## 主なメーカー
- 柳沼ボデー工場
- 愛宕自動車工業
- 司工業[2]
- 山本車体工業